# Louis Trotabas
Louis Trotabas, né le 9 juillet 1898 à Grasse et mort le 20 juillet 1985 à Vence est un juriste français, professeur de droit et premier Doyen de l’université Nice Côte D’Azur.

## Biographie

### Famille
Louis Marie Joseph Trotabas naît à Grasse le 9 juillet 1898. Son père Jean Baptiste, François Trotabas (1851-1928) est magistrat, procureur de la République : après un début de carrière au parquet, il passe au siège en qualité de juge à Nice ; juge d'instruction, puis vice-président du tribunal civil, il préside après guerre le tribunal des pensions.
En 1926, il épouse Madeleine Capitant, la fille d'Henri Capitant juriste français, spécialiste du droit privé, et sœur de René Capitant, juriste et homme politique.

### Formation
Louis Trotabas fait ses études à l'Université d'Aix-Marseille puis à Paris, où il soutient deux thèses : il est docteur en sciences-économiques en 1921 et docteur en sciences juridiques en 1924.

### Carrière universitaire
Agrégé des facultés de droit en 1925, il enseigne à la Faculté de droit de Nancy de 1924 à 1936, il est chargé d’enseignement à l’École nationale des eaux et forêts de 1932 à 1935), puis de 1937 à 1963 professeur de droit international public à la Faculté d’Aix-Marseille.
Il fonde à Nice l'Institut d'études juridiques en 1940 et dirige, dans les années 1950, le Centre d'études supérieur de science politique de l'Institut de Nice.
Il devient le premier doyen de la Faculté de droit et de sciences économiques de Nice, créée en 1962 et initialement rattachée à l'université d'Aix-en-Provence, avant de prendre sa retraite le 1er octobre 1968.
Convaincu de l'antinomie entre droit civil et droit fiscal, il a rattaché ce dernier au droit public, tout en défendant cependant son autonomie,.

### Académie des sciences morales et politiques
Qualifié de « savant » par l'Institut de France, il est correspondant de l'Académie des sciences morales et politiques au sein de la section « législation, droit public et jurisprudence » de 1954 jusqu'à sa mort. C'est l'universitaire, juriste et homme politique québécois Jacques-Yvan Morin qui lui succède au siège no 9 le 28 avril 1986.

## Ouvrages
Une liste complète des nombreuses publications de Louis Trotabas jusqu'en 1970 figure dans les mélanges qui lui ont été offerts à cette date.
- L'Excès de pouvoir du T.A.M. et la compétence du Conseil de la S.D.N. dans l'affaire des optants hongrois, 1928 (avec son beau-frère René Capitant) (ASIN B001BO9LNQ)
- Précis de science et de législation financières, 1929
- La fonction sociale de la propriété privée (avec G. Renard), Paris, Sirey, 1930
- Les Finances publiques et les impôts en France, Paris, Armand Colin, 1953
- L’imposition forfaitaire de BIC (avec J. M. Cérèze), Paris, LGDJ, 1958
- Droit budgétaire et comptabilité publique (avec J. M. Cotteret), Paris, Dalloz, 1972
- Droit public (droit constitutionnel, droit administratif, finances publiques, droit administratif spécial) (avec P. Isoart), 24e édition, Paris, LGDJ, 1998
- La maison Marcelin Maurel, (1984), 2004, 366 p.

## Publication concernant une œuvre de Marc Chagall
- Le Message d'Ulysse, avant-propos de Marc Chagall, Paris, Éditions de la Réunion des musées nationaux, 1980

## Distinctions et hommages
Louis Trotabas est titulaire de la croix de guerre 1914-1918 et commandeur de l'ordre national de la Légion d’honneur.
Compte tenu de sa notoriété :
- l'université Nice-Sophia-Antipolis a donné son nom au campus de son unité de formation et de recherche Droit & Sciences Politiques : « Campus Trotabas »[8] ;
- et la municipalité de Nice a donné son nom à une avenue : l'« avenue du doyen Louis Trotabas »[9].

## Pour approfondir